# Tiarno
Tiarno è stato un comune italiano in provincia di Trento.

## Storia
Tiarno è stato un comune italiano istituito nel 1928 con i territori di Tiarno di Sopra e Tiarno di Sotto in seguito all'annessione della Venezia Tridentina al Regno d'Italia. 
Nel 1947 è stato soppresso per ricostituzione dei comuni di Tiarno di Sopra e Tiarno di Sotto, i quali nel 2010 sono stati aggregati al comune di Ledro.

### Simboli
Lo stemma e il gonfalone del comune di Tiarno erano stati concessi con regio decreto del 10 settembre 1936.